# Двугранный угол
Двугранный угол — пространственная геометрическая фигура, образованная двумя полуплоскостями, исходящими из одной прямой, а также часть пространства, ограниченная этими полуплоскостями.

## Определения и свойства
Полуплоскости называются гранями двугранного угла, а их общая прямая — ребром.
Двугранные углы измеряются линейным углом, то есть углом, образованным пересечением двугранного угла с плоскостью, перпендикулярной к его ребру. Таким образом, чтобы измерить двугранный угол, можно взять любую точку на его ребре и перпендикулярно ребру провести из неё лучи в каждую из граней. Линейный угол между этими двумя лучами и будет равен по величине двугранному углу. Если один из лучей не перпендикулярен ребру, то величина линейного угла между лучами в общем случае будет отлична от величины двугранного угла. Например, в любой двугранный угол (в том числе больший 90 градусов) можно поместить прямой угол так, чтобы его вершина лежала на ребре двугранного угла, а стороны принадлежали его граням. В этом легко убедиться, размещая  угольник в приоткрытой книге.
У всякого многогранника, правильного или неправильного, выпуклого или вогнутого, есть
двугранный угол на каждом ребре.
Величины двугранных углов правильных многогранников:
| Название         | точный двугранный угол в радианах | приближённое значение в градусах |
| ---------------- | --------------------------------- | -------------------------------- |
| Тетраэдр         | arccos(1/3)                       | 70.53°                           |
| Гексаэдр или куб | π/2                               | 90°(точн.)                       |
| Октаэдр          | π − arccos(1/3)                   | 109.47°                          |
| Додекаэдр        | 2·arctg(φ)                        | 116.56°                          |
| Икосаэдр         | 2·arctg(φ + 1)                    | 138.19°                          |

где φ = (1 + √5)/2 — золотое сечение.

## Вариации и обобщения
- Двугранным углом также называется пересечение двух полупространств в {\displaystyle n}-мерном евклидовом пространстве.